# Osvaldo Moles
Osvaldo Moles (Santos, 14 de marzo de 1913 - São Paulo, 14 de mayo de 1967) fue un locutor de radio, periodista, autor de telenovelas y pionero de la radio brasileña, y ha realizado importantes contribuciones en el periodismo, la literatura, el cine, la televisión, la publicidad y el marketing político.

## Biografía
Nacido en Santos en 1913, Moles se mudó con sus padres a São Paulo. Sus antepasados eran inmigrantes italianos.
Conoció a los modernistas e inició su carrera periodística en el Diário Nacional. Influenciado por los viajes etnográficos de Mário de Andrade, viajó por el nordeste y residió en Salvador, Bahía. De regreso en São Paulo, escribió para el Correio Paulistano.
En 1937 participó en la fundación de la Rádio Tupi en São Paulo y en 1941 conoció a Adoniran Barbosa. En la década de 1940, la prensa paulista les dio los apodos de "el millonario creador de programas" (Moles) y "el millonario creador de tipos" (Barbosa). Juntos escribieron muchos textos de canciones, por ejemplo Tiro ao Álvaro.
Murió en 1967 por suicidio y la prensa, como era costumbre en la dictadura, silenció el hecho. Este silencio de la prensa contribuyó a que su obra fuera condenada al ostracismo hasta el día de hoy.

## Premios
- 1950 - Troféu Roquette Pinto - Programador / Roquette Pinto - Redator Humorístico
- 1952 - Prêmio Saci de Cinema - Melhor Argumento / Roquette Pinto - Programador Popular
- 1953 - Prêmio Governador do Estado - por Roteiro de "Simão, o caolho"
- 1955 - Troféu Roquette Pinto - Programador Geral / Os melhores paulistas de 55 - Manchete RJ, Categoria Rádio.
- 1956 - Troféu Roquette Pinto - Programador Geral
- 1957 - Prog. Alegria dos Bairros de J. Rosemberg - 04/08/1957 - Produtor Rádio Record / PRF3-TV Os Melhores da Semana, homenagem dos revendedores Walita
- 1958 - "Tupiniquim" - Produtor / Dr. Paulo Machado de Carvalho - Associação Paulista de Propaganda - Melhor programa.
- 1959 Revista RM Prêmio Octávio Gabus Mendes – Produtor (Rádio) / Grau de Comendador da Honorífica Ordem Acadêmica de São Francisco / "Tupiniquim" - Prod. Rádio / Roquette Pinto - Prog. Hum. Rádio / Diploma de Burro Faculdade São Francisco
- 1960 - Troféu Roquette Pinto - Especial
- 1964 - Jubileu de Prata (Associação dos profissionais de imprensa de São Paulo en ocasiòn de su 25° aniversario)